# Angelo Lorenzetti

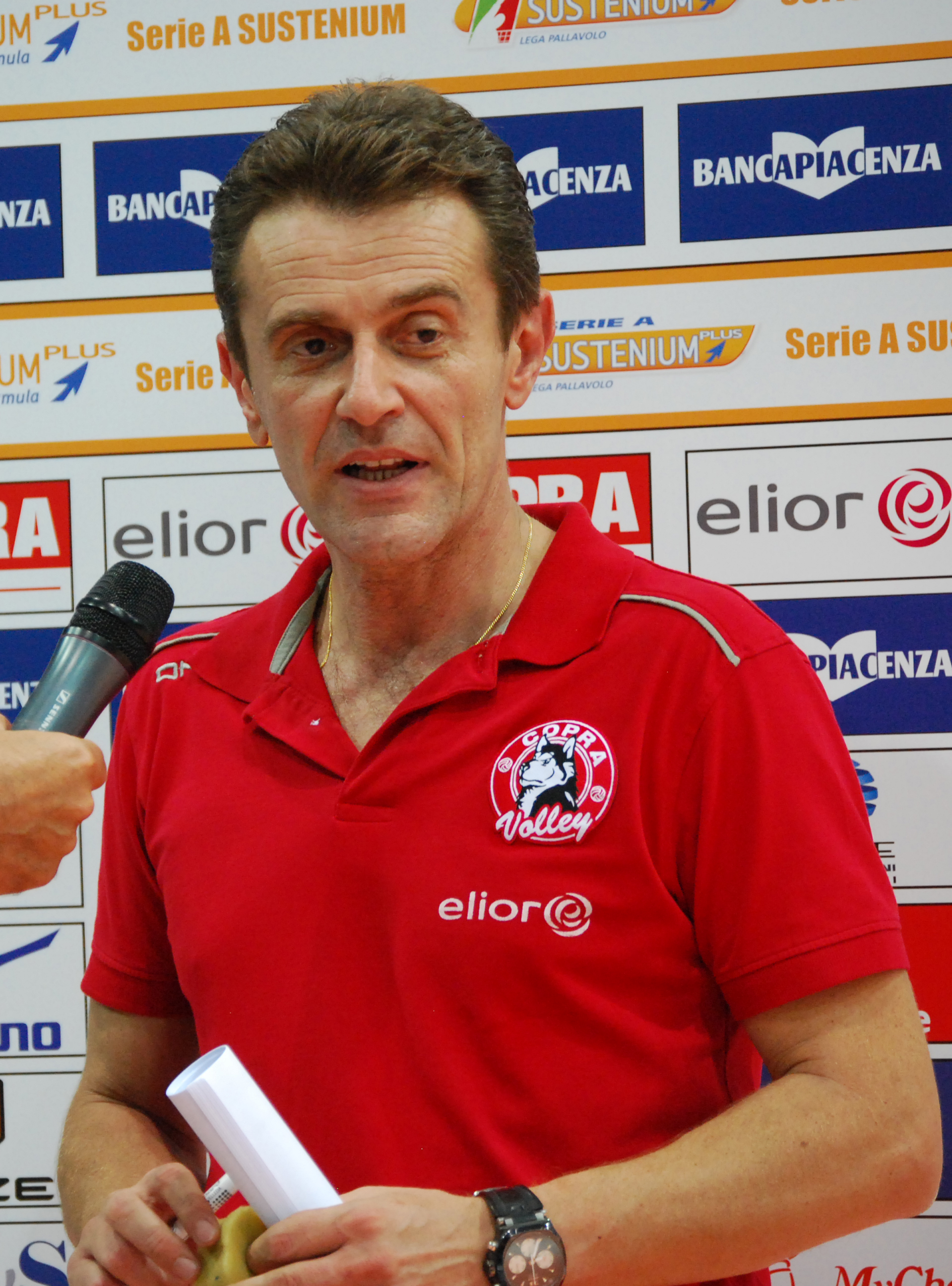
Angelo Lorenzetti trenerem Copra Elior Piacenza w sezonie 2011/2012

Angelo Lorenzetti (ur. 11 maja 1964 w Fano) – włoski trener siatkarski. 

## Kariera trenerska
| Lata                      | Klub / Reprezentacja         |
| ------------------------- | ---------------------------- |
| 1988–1992                 | Virtus Fano                  |
| 1992–1996                 | Reprezentacja Włoch kadetów  |
| 1996–1998                 | Reprezentacja Włoch juniorów |
| 1998–1999                 | Reprezentacja Włoch kadetów  |
| 1999–2000                 | Della Rovere Carifano        |
| 2000–2001                 | European Padwa               |
| 2001–2004                 | Modena Volley                |
| 2004–2005                 | Reprezentacja Włoch juniorów |
| 2006–2007 (od 10.10.2006) | Marmi Lanza Werona           |
| 2007–2012                 | Pallavolo Piacenza           |
| 2012–2016                 | Modena Volley                |
| 2016–2023                 | Itas Trentino                |
| 2023–                     | Sir Safety Perugia           |

## Sukcesy trenerskie

### klubowe
Mistrzostwo Włoch:
- 2002, 2009, 2016, 2023[3], 2024[4]
- 2003, 2008, 2015, 2017
- 2025[5]

Puchar CEV:
- 2004, 2019[6]
- 2017

Liga Mistrzów:
- 2025[7]
- 2008, 2021, 2022

Superpuchar Włoch:
- 2009, 2015, 2021, 2023[8], 2024[9]

Puchar Włoch:
- 2015, 2016, 2024[10]

Klubowe Mistrzostwa Świata:
- 2018, 2023[11]
- 2022[12]
- 2016, 2021